# Charge mentale au travail
La charge mentale au travail désigne la charge mentale (ou charge cognitive) appliquée au monde professionnel. Elle quantifie les sollicitations du cerveau pendant l’exécution du travail et permet d'identifier les contextes de surcharge mentale, potentiellement à risques pour l'individu.

## Définition

### Définition scientifique
La docteure en neuroscience Marie Lacroix définit la charge mentale comme « le coût de traitement d’une information, pour un individu, dans une tâche et dans un contexte donnés ». Dans le cadre professionnel, cette charge peut prendre plusieurs formes : efforts de concentration, de compréhension, d'adaptation et de minutie, accomplissements de tâches, de traitement d'informations, mais aussi pressions psychologiques liées aux exigences de rapidité, délai, qualité d'exécution, à l'obéissance aux ordres de la hiérarchie et à la gestion des relations avec les collègues et les tiers,.
De la même manière que la charge physique associée à une activité, la charge mentale dépend de caractéristiques individuelles et contextuelles. L'exigence d'une tâche est en effet relative à l’individu et à ses conditions de réalisation, elle dépend principalement de trois facteurs : l'expertise de l'individu, le mode opératoire et la gestion d’états mentaux qui interfèrent avec sa réalisation (stress, anxiété, etc.),.

### Sens courant
Dans son sens courant, la charge mentale se réfère principalement aux préoccupations du quotidien et à l’ensemble des tâches auxquelles un individu doit penser au cours de sa journée. Ce sens peut être associé à la notion de charge mentale ménagère définie en 1984 par Monique Haicault à propos de la gestion des tâches ménagères et du foyer.
Dans son baromètre de la charge mentale publié en 2023, l'entreprise Mooncard (en association avec l'IFOP) définit par exemple cette charge mentale professionnelle comme « l’encombrement psychologique provoqué par des préoccupations
d’ordre professionnel, y compris en dehors des horaires de travail ».

## Surcharge mentale au travail

### Définition
La notion de mémoire de travail est centrale dans la compréhension et la définition qui peut être faite de la surcharge mentale. Elle stipule notamment que le système cognitif d'un individu dispose de capacités limitées pour traiter les informations entrantes. Capacités qu'il est donc possible d'atteindre dans le cas d'une tâche particulièrement exigeante,. 
Lorsqu'un effort sature la mémoire de travail, l'individu est alors dans un état temporaire de surcharge mentale. En tant qu'état transitoire, la surcharge mentale ne présente des risques pour l'individu que lorsqu'elle revient de façon continue et répétée dans le temps.

### Causes et contextes à risques

#### Hyperconnexion
Dans un cadre professionnel, les temps d'interactions que sont les réunions et les échanges numériques (mails, chats...) rognent sur les temps de récupération et sont souvent sources d'une grande quantité d'informations à traiter. Ces temps peuvent représenter plusieurs heures, voire jours, par semaine et par collaborateur,.
Avec un niveau d’interactions élevé et une propension à travailler régulièrement en dehors des plages usuelles de travail, une population peut ainsi être soumise à un risque de surcharge cognitive accru. En la caractérisant plus précisément par l’envoi de mails en dehors de la plage 8h-20h, 9 jours chaque mois d’un trimestre et par la participation à des réunions en dehors de la plage 8h-12h et 14h-18h, 15 jours par trimestre, cette population peut représenter jusqu'à 10% des collaborateurs d'une organisation,,.

#### Contexte personnel
Dans un contexte professionnel, l'individu reste souvent, au moins en partie, préoccupés par des sujets personnels. Ces préoccupations étant grandissantes, elles ont parfois un impact non négligeable sur la charge mentale disponible pour les activités liées au travail à réaliser.
On note par exemple que l'existence d'une charge mentale ménagère plus forte chez les femmes pèse négativement sur leur bien-être au travail.

## Conséquences de la charge mentale au travail

### Saturation des ressources cognitives
La charge mentale professionnelle peut conduire à l’épuisement des ressources cognitives disponibles, et donc à la diminution de la capacité attentionnelle de la personne qui en est atteinte. Cela a pour effet la saturation de la mémoire de travail qui, pourtant, est essentielle pour les traitements des informations et la prise de décisions. La manifestation de ce phénomène se trouve dans le temps de réaction qui s’allonge sous le poids de la surcharge professionnelle (Piolat et al, 1996). Cette diminution de l’efficacité cognitive peut affecter la performance et augmenter les erreurs. 

### Davantage de pression
La charge mentale professionnelle s'alourdit davantage lorsqu'il faut composer avec des exigences supplémentaires ou des objectifs contradictoires comme des rythmes de travail intenses, un manque de ressources ou encore une forte pression hiérarchique (Cuvelier, 2012) ; c’est ce qui définit le concept de la double contrainte en psychologie. Ainsi, l’employé se retrouve dans une situation où il est difficile de répondre à toutes les attentes que l’entreprise a de lui sans compromettre son bien-être ou sa santé mentale. Si des conditions de travail stressantes se rajoutent à une charge mentale élevée, cela peut conduire à des états de souffrance morale ou de fatigue intense qui limitent l’engagement de l’employé et sa motivation.

### Burnout
Le phénomène du burnout, aussi appelé l’épuisement professionnel, est l’une des conséquences concrètes et néfastes d'une charge mentale excessive et prolongée dans le milieu professionnel. Ses conséquences sur la santé peuvent être perçues à travers une multitude de symptômes physiques et psychologiques comme la fatigue chronique, les troubles du sommeil, la dépression, les troubles musculo-squelettiques ou encore les maladies cardiovasculaires (Floru et Cnockaert, 1998). 

### Turnover
Le turnover, ou la rotation du personnel, est aussi une conséquence possible de la charge mentale dans le milieu professionnel. Associée à des conditions de travail difficiles, la charge mentale peut conduire les employés à quitter leurs entreprises par démission ou licenciement. C’est un phénomène couteux pour ces dernières car ces situations sont suivies par des coûts importants, notamment pour le recrutement et la formation de nouveaux employés. Un turnover élevé peut alors créer une instabilité au sein de l'équipe, affectant ainsi le moral des autres employés et, parfois même, les poussant eux aussi à quitter l’entreprise (Floru et Cnockaert, 1998).

## Mesure de la charge mentale professionnelle

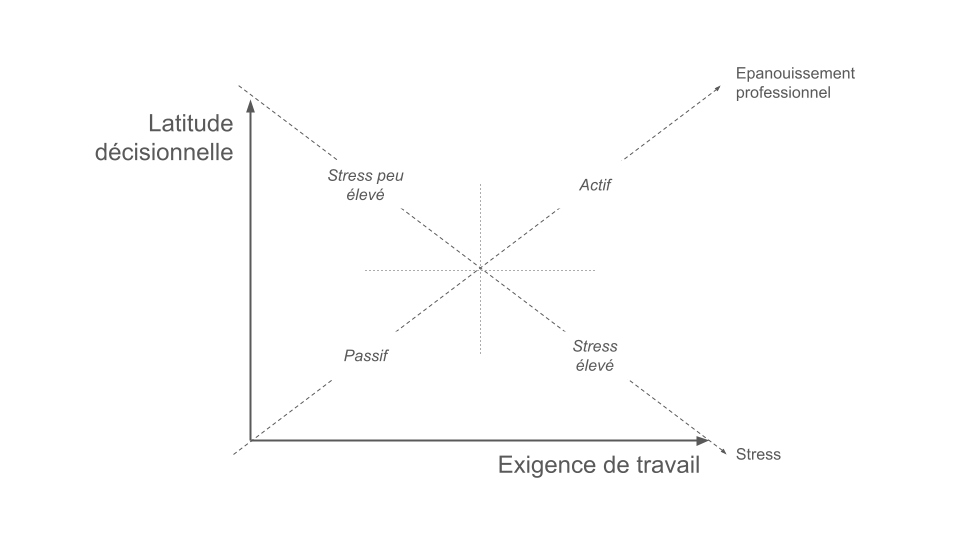
Modèle « Tension-isolement » de Karasek - Theorell

Le modèle de Karasek propose trois axes d'analyse pour estimer la charge mentale demandée à un collaborateur. Sous forme d'un questionnaire, il évalue l'intensité de la demande psychologique à laquelle le salarié est soumis, la latitude décisionnelle qui lui est accordée et le soutien social qu'il reçoit.
A l'intérieur de chaque situation de travail caractérisée sur les axes autonomie et exigence, vient donc s'ajouter le score de soutien social qui module l'intensité de la charge mentale : une situation de forte tension psychique associée à un faible soutien social entraine des conditions de travail particulièrement stressantes, pour lesquelles des mesures de prévention doivent être prises pour limiter leurs impacts psychosociaux.
Ces mesures permettent d'identifier les schémas explicatifs des phénomènes de surcharge mentale mais doivent être complétées de démarches de repérage et d'analyse des symptômes : augmentation de la fréquence et de la gravité des incidents conflictuels (actes de violence, bouffées délirantes, tentative de suicide, etc.) , de l'aggravation des indicateurs de santé négatifs (troubles musculo-squelettiques, troubles cardio-vasculaires, dépressions ...), hausse du taux d'absentéisme, du turn-over.